# Cura di sé
Cura di sé è la traduzione italiana dell'espressione in lingua greca antica epimèleia heautoù (ἐπιμέλεια ἑαυτοῦ?), risalente in particolare alla filosofia di Socrate e che fu poi ripresa e tradotta in cura sui nella cultura romana di epoca tardo-antica.

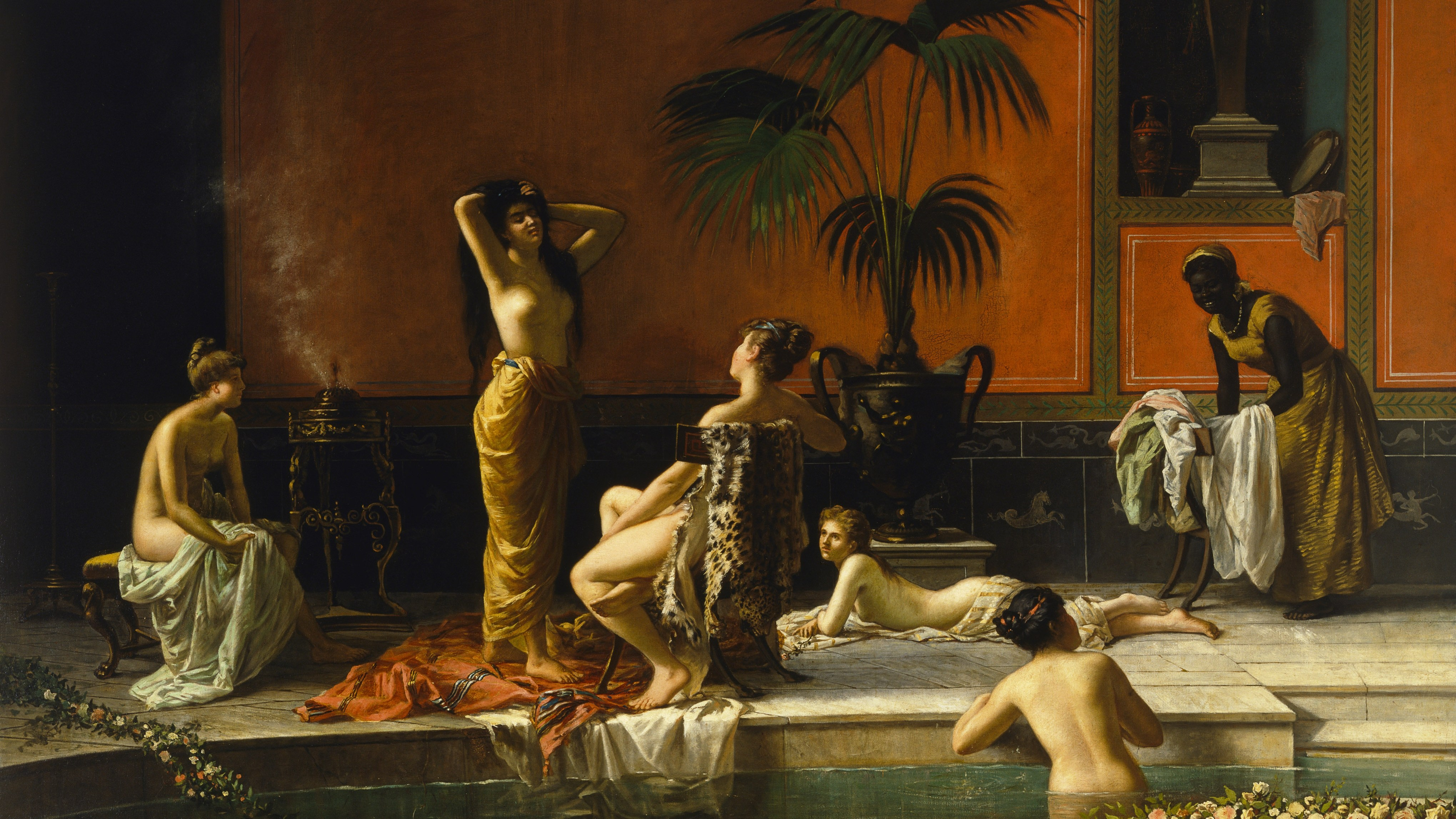
Bagni termali nell'antica Pompei, dipinto di Niccolò Cecconi (1890)

Il concetto di "cura di sé" è un tema ampiamente trattato dal filosofo e sociologo Michel Foucault in diversi suoi scritti come Tecnologie del sé, L'ermeneutica del soggetto  e soprattutto in maniera preponderante nel terzo volume della Storia della sessualità, pubblicato nel 1984 con il titolo La cura di sé. Proprio il tema della sessualità era visto dal pensatore francese quasi come un pretesto per trattare l'argomento della cura di sé:
Lo stesso argomento si ritrova sotto diverse angolature in Pierre Hadot, ai cui studi Michel Foucault esplicitamente si riferisce, in Arnold Davidson, allievo di Foucault, che tradusse Hadot in inglese, e nel filosofo ispano indiano Raimon Panikkar, il quale, pur senza citare Hadot esplicitamente, è in perfetta sintonia con la sua idea di filosofia come ricerca di «stile di vita».
Il tema, infine, della "cura di sé" compare in forma implicita nell'analisi del fenomeno della divinizzazione nei fondatori dei grandi sistemi dell'età ellenistica trattato da Giovanni Reale.

## La cura di sé e la ricerca della verità
Foucault rileva che la nozione di "cura di sé", soprattutto in epoca tardo-antica, dalla dinastia di Augusto fino a quella degli Antonini, non si configura come una teoria astratta, ma piuttosto si esplicita in una serie di comportamenti pratici, che la contrassegnano come una vera propria  "tecnica di vita" (τέχνη τοῦ βίου?, téchne toũ bíou), un precetto che correnti filosofiche, pur diverse nella dottrina, come il neoplatonismo, l'epicureismo, lo stoicismo concordemente invece invitano a seguire.
Il concetto di cura di sé in questo periodo diventa un imperativo etico, differendo dal suo significato in età classica dove si colorava di aspetti pedagogici e politici. Nei dialoghi platonici, soprattutto nell'Alcibiade e nell'Apologia, la cura di sé consisteva nell'indicare ai giovani una preparazione alla vita adulta, che doveva tener conto anche del comando socratico del gnothi seautòn (conosci te stesso), la massima incisa sul frontone del tempio di Delfi. Il precetto pratico socratico si trasformerà quindi nell'imperativo spirituale e filosofico del dovere di ricercare la verità interiore sino al punto di mettere da parte la tecnica della cura di sé.
Nel mondo classico la formazione della spiritualità nel soggetto è sempre connessa come condizione alla ricerca della verità, che è raggiungibile solo da chi ha compiuto un percorso di formazione spirituale.
Nella filosofia moderna questa unione si sfalda: al soggetto per accedere al vero basta mettere in atto il metodo conoscitivo:

## Le tecnologie del sé
Nell'analisi degli strumenti, delle «tecnologie del sé», che gli individui utilizzano per compiere la loro formazione spirituale, Foucault identifica come fondamentale lo studio della cura di sé nell'età tardo antica quando l'epimeleia heautoù si era allontanata dalle motivazioni pedagogiche e politiche ed era diventata, scollegata ormai dalla ricerca della verità, un'arte del vivere che poteva essere praticata da tutti.
La cura di sé deve aiutare gli uomini a sanarsi dei loro vizi e difetti divenendo una sorta di strumento complementare dell'arte medica che persegue lo stesso fine della guarigione non solo dei mali fisici ma anche di quelli spirituali.
Nel processo di risanamento e formazione spirituale sarà ancora necessario l'aiuto di un maestro, ma non più come quello socratico dell'età classica che, come il tafano, punge i discepoli e i concittadini alla ricerca della vera conoscenza e della loro maturazione politica ma piuttosto quello di un direttore spirituale che usando la παρρησία (parresia) riveli con franchezza i difetti e aiuti gli altri con la cura di sé alla riformulazione di quei valori tradizionali del mondo classico in valori universali.

## La "salvezza" individuale
L'attività della cura di sé nell'età tardo antica dovrà portare l'individuo alla salvezza intesa come ricompensa per una vita finalmente serena, immune da sventure e ansie. Una salvezza da non confondersi con quella cristiana intesa come purificazione dalla colpa del peccato e godimento di una vita ultraterrena. La salvezza si raggiunge, senza alcuna cristiana rinuncia, in un ambito tutto terreno e viene assicurata da una pratica simile all'atarassia e all'autarchia.
La salvezza presuppone una "conversione" (in greco antico: ἐπιστροφή?, epistrophè) intesa come ritorno dell'uomo a sé stesso che torni ad essere padrone di sé imparando a stare con sé stessi e a godere serenamente di quello che offre la vita non ricercando la voluptas mondana ma il gaudium interiore. «Disce gaudére» («Impara a gioire») è il precetto di Seneca.
Per raggiungere la conversione a nulla vale la conoscenza ma piuttosto servirà l'àskesis (ἄσκησις?), quegli esercizi spirituali che nell'età tardo-antica consistevano in un vero e proprio allenamento affinché l'individuo raggiungesse un'autosufficienza che gli consentisse di raggiungere l'obiettivo di vivere serenamente.
Gli strumenti per l'allenamento spirituale si trovano nella paraskeuè (παρασκευή?): un insieme di frasi, di logoi khrestikoi, di precetti che indicano in maniera immediata come ci si debba comportare. Chi aspira alla serenità dovrà ascoltare i discorsi pronunciati rispettando la verità, i logoi khrestikoi, comprenderli e memorizzarli per servirsene al momento opportuno.
Il criterio della verità nell'età tardo antica non riguarda l'apprensione e il dominio del soggetto di un oggetto ma l'aedequatio, la corrispondenza tra un soggetto che pronuncia parole di verità e la corrispondenza di questo soggetto con sé stesso, raggiunta con un comportamento reale, adeguato alle parole pronunciate. «Quella verità che ti dico, tu puoi vederla in me».

### Opere di Michel Foucault citate
- Sourveiller et punir, 1975, tr. it. Sorvegliare e punire, Einaudi, Torino 1976
- Why study Power: the Question of the Subject, Chicago 1983, tr. it. Perché studiare il potere: la questione del soggetto, in M. Foucault, Poteri e strategie, ed it. a cura di P. Dalla Vigna, Mimesis, Milano 1994
- «On the genealogy of Ethics», 1983, tr. it. «Sulla genealogia dell'etica: compendio di uno work in progress» in Dreyfus-Rabinow, La ricerca di Michel Foucault. Analitica della verità e storia del presente, Ponte delle Grazie, Firenze 1989 p. 250-284
- Histoire de la sexualité 2. L'usage des Plaisir, 1984, tr. it. Storia della sessualità. L'uso dei piaceri, Feltrinelli, Milano 1998
- Histoire de la sexualité 3. Le souci de soi, 1984, tr. it. Storia della sessualità 3. La cura di sé, Feltrinelli, Milano 2001
- Archivio Foucault 3., 1978-1985. Estetica dell'esistenza, etica, politica, ed it. a cura di A. Pandolci, Feltrinelli, Milano 1998
- Discorse and Thruth, 1985, tr. it. Discorso e verità nella Grecia antica, Donzelli, Roma 1997
- Tecnologie of Self: A Seminar with Foucault, tr. it Tecnologie del sé, Bollati Boringhieri, Torino 1992
- L'herméneutique du sujet, 2001, trad. it. L'ermeneutica del soggetto. Corso al Collège de France (1981-1982), Feltrinelli, Milano 2003
- Dits et écrits, 1954-1988, tr. it. Discipline, poteri, verità. Detti e scritti 1970-1984, Marietti, Genova-Milano 2008

### Opere su Michel Foucault
- Bodei R., «Dire la verità», Introduzione a M. Foucault, Discorso e verità nella Grecia antica, Donzelli, Roma 1997, pp. V-XIX
- Cantucci S., Introduzione a Foucault, Laterza, Roma- Bari 2000
- Cremonesi L., Michel Foucault e il mondo antico, ETS, Pisa 2008
- Davidson A.I., «Dall'assoggettamento alla soggettivazione: Michel Foucault e la storia della sessualità» in aut-aut n. 331, 2006, p. 3-10
- Deleuze G., Foucault, 1986, tr. it. Foucault, Feltrinelli, Milano 1987
- Di Marco C., Critica e cura di sé. L'etica di Foucault, Angeli, Milano 1999
- Dreyfus H.L.- Rabinow P., Michel Foucault: beyond Structuralism and Hermeneutics, 1983, tr. it., La ricerca di Michel Foucault. Analitica della verità e storia del presente, Ponte delle Grazie, Firenze 1989
- Fimiani M., Erotica e retorica. Foucault e la lotta per il riconoscimento, Ombre corte, Verona 2007
- Galzigna M., a cura di, Foucault oggi, Feltrinelli, Milano 2008
- Montanari M., Hadot e Foucault nello specchio dei Greci, Mimesis, Milano 2009
- Natoli S., Le verità in giuoco. Scritti su Foucault, Feltrinelli, Milano 2005
- Trombadori D., Colloqui con Foucault, Castelvecchi, Roma 1999
- Veyne J.P., Le dernier Foucault et sa morale, tr. it. Michel Foucault, la storia, il nichilismo, la morale, Ombre corte, Verona 1998